# Estación de Llansá
Llansá (en catalán y según Adif Llançà) es una estación ferroviaria situada en el municipio español de Llansá, en la provincia de Gerona, comunidad autónoma de Cataluña. Dispone de servicios de Larga y Media Distancia operados por Renfe.

## Situación ferroviaria
La estación se encuentra en el punto kilométrico 90,3 de la línea Barcelona-Cerbère en su sección Massanet-Massanas a Port Bou y Cerbère a 15,6 metros de altitud. El tramo es de vía doble y está electrificado.

## Historia
La estación fue inaugurada el 20 de enero de 1878 con la puesta en marcha del tramo Figueras - frontera francesa de la línea que unía Barcelona con la frontera francesa. Las obras corrieron a cargo de la Compañía de los ferrocarriles de Tarragona a Barcelona y Francia o TBF fundada en 1875. En 1889, TBF acordó fusionarse con la poderosa MZA. Dicha fusión se mantuvo hasta que en 1941 la nacionalización del ferrocarril en España supuso la desaparición de todas las compañías privadas existentes y la creación de RENFE. 
Desde el 31 de diciembre de 2004 Renfe Operadora explota la línea mientras que Adif es la titular de las instalaciones ferroviarias.

## La estación
Está situada al oeste del núcleo urbano. El edificio de viajeros es un pequeño edificio, de dos plantas y disposición lateral a las vías al que se ha unido un muelle de carga. Dispone de una amplia playa de vías que se compone de dos vías principales (vía 1 y 2), una derivada (vía 3) y un gran número de vías de apartado que en general gozan de poco uso (vías numeradas de forma no correlativa de la 4 a 12). De todas ellas, la vía 5 es una vía muerta. El acceso a las vías principales y derivada se realiza gracias a dos andenes, uno lateral y otro central. Cuenta con sala de espera, y venta de billetes. En el exterior existe un aparcamiento habilitado y en las proximidades una subestación eléctrica encargada de alimentar la línea.

## Servicios ferroviarios

### Larga Distancia
El tráfico de Larga Distancia con parada en la estación se limita a los trenes Estrella que cubren el siguiente trayecto:
- Madrid-Chamartín ↔ Cerbère / Portbou. Un tren semanal en ambos sentidos.

### Media Distancia
El tráfico de Media Distancia con parada en la estación tiene como principales destinos Barcelona, Portbou y Cerbère. 
| Línea MD | Trenes      | Origen/Destino |  | Destino/Origen  | Equivalente Rodalies de Catalunya |
| -------- | ----------- | -------------- |  | --------------- | --------------------------------- |
| 33       | MD Regional | Barcelona      |  | Portbou Cerbère |                                   |